# Petite Étoile
Petite Étoile, née en 1956, est un cheval de course pur-sang britannique. Sous les couleurs de l'écurie Aga Khan, elle fut l'une des grandes championnes de son époque.  

## Carrière de course
La carrière de Petite Étoile se déroule à un moment charnière de l'histoire de l'écurie Aga Khan, puisque son éleveur, l'Aga Khan III, décède en 1957 et ne la verra donc jamais courir. Propriété de son fils Ali Khan, elle termine sa carrière sous les couleurs de son petit-fils l'Aga Khan IV, qui reprend finalement la charge d'imam et l'écurie de son grand-père. Petite Étoile débute à 2 ans sans briller, largement battue dans les Prestwich Stakes à Manchester par son seul adversaire du jour, Chris, futur excellent sprinter (il gagnera les King's Stand Stakes l'année suivante). Mais elle corrige vite le titre en empochant deux victoires durant l'été, et une deuxième place dans les Molecomb Stakes. On ne voit plus ensuite cette rapide pouliche grise promise à un bel avenir sur le sprint, elle qui est issue d'une grande famille de vitesse, celle de Mumtaz Mahal.      
À 3 ans, sa victoire dans le Free Handicap pour sa rentrée à Newmarket laisse cependant espérer qu'elle puisse tenir le mile, et c'est pourquoi elle est alignée au départ des 1000 Guinées, associée à Doug Smith et non son habituel jockey Lester Piggott, qui lui a préféré une pouliche appartenant à la Reine, Short Sentence. Erreur, car Petite Étoile en effet tient parfaitement la distance, et remporte une première grande victoire. Elle tient tellement bien que son entraîneur, Noel Murless, l'envoie sur les Oaks, cette fois avec Lester Piggott qui, la considérant comme la meilleure pouliche qu'il ait jamais monté, ne la quittera plus jamais. Mystère de la génétique, et peut-être surtout lumière de la classe, la pouliche survole l'épreuve. Voilà un curieux profil : une pouliche née pour aller vite qui se montre aussi à l'aise sur le mile que sur la distance classique. Pour preuve, Noel Murless n'hésite pas à la raccourcir et la rallonger d'une course à l'autre, toujours avec le même succès, ce qui lui permet de se bâtir un palmarès atypique, où à une victoire dans les Oaks succède une autre dans les Sussex Stakes et une troisième dans les Yorkshire Oaks – un enchaînement unique dans l'histoire des courses. Mais son succès enfin de saison dans les Champion Stakes à sa manière résout l'énigme : quelle que soit la distance, Petite Étoile est le meilleur cheval d'Angleterre, c'est aussi simple que ça. Petite Étoile a réalisé une année 1959 absolument parfaite en restant invaincue en six courses. Elle décroche un rating de 134 chez Timeform, qui restera le plus haut décerné à une pouliche de 3 ans jusqu'au 136 de la fusée (et accessoirement sa parente) Habibti en 1983, près d'un quart de siècle plus tard. 1959, c''est aussi la première année où la Bloodstock Breeders' Review organise la première élection pour le cheval de l'année en Angleterre : avec 90% des voix, Petite Étoile fait un très beau premier élu.       
Restée à l'entraînement à 4 ans, Petite Étoile fait une rentrée facile en mai, quelques jours avant qu'Ali Khan trouve la mort dans un accident de voiture. C'est donc désormais parée des couleurs de Karim Aga Khan IV qu'elle s'adjuge la Coronation Cup face au Derby-winner 1959, Parthia, et c'est le jeune prince qui décline une offre de £ 320 000 venue des États-Unis. Mais en juillet 1960, elle connaît sa première défaite depuis deux ans dans les King George & Queen Elizabeth Stakes, battue malgré une belle fin de course par le 5 ans Agressor et surtout par un mauvais parcours. Victime de l'épidémie de toux qui fit des ravages cette année-là dans les écuries anglaises, Petite Étoile ne reparaît pas de la saison, laissant les observateurs spéculer sur une hypothétique retraite de la championne.
Qui n'aura pas lieu tout de suite, puisque Petite Étoile fait son retour en 1961. Et renoue d'emblée avec la victoire dans les Coronation Stakes à Sandown. Elle réalise ensuite le doublé dans a Coronation Cup avant de revenir au mile, qu'elle n'avait plus fréquenté depuis deux ans, pour s'offrir les Rous Memorial Stakes puis de remonter sur 2 400 mètres, échouant dans une course rendant hommage à son précédent propriétaire, la Aly Khan International Memorial Gold Cup. Mais c'est sur le mile qu'elle va terminer sa carrière, d'abord par une victoire dans les Scarborough Stakes à Doncaster, ensuite par une défaite face à Le Levanstell dans les Queen Elizabeth II Stakes, elle qui termina toujours deuxième des courses qu'elle ne gagna pas. N'ayant plus rien à prouver, celle qui fut classé meilleure jument d'Europe en 1959 et 1960 par Timeform prend le chemin du haras avec un record de gains pour une jument (£ 72 626) qui tiendra jusqu'à Park Top en 1969. Dans leur livre A Century of Champions, John Randall et Tony Morris considèrent Petite Étoile comme la cinquième meilleures pouliche anglaise ou irlandaise du 20e siècle, et la meilleure pouliche des années 50. 

### Résumé de carrière
| Date         | Hippodrome  | Pays        | Course                                   | Distance    | Jockey      | Place       | Écart       | Vainqueur ou deuxième |
| 1958, 2 ans  | 1958, 2 ans | 1958, 2 ans | 1958, 2 ans                              | 1958, 2 ans | 1958, 2 ans | 1958, 2 ans | 1958, 2 ans | 1958, 2 ans           |
| ------------ | ----------- | ----------- | ---------------------------------------- | ----------- | ----------- | ----------- | ----------- | --------------------- |
| 30 mai       | Manchester  | Royaume-Uni | Prestwich Stakes                         | 1 000 m     | L. Piggott  | 2e / 2      | 8           | Chris                 |
| 12 juillet   | Sandown     | Royaume-Uni | Star Stakes                              | 1 000 m     | L. Piggott  | 1er / 8     | 5           | Miss Romper           |
| 29 juillet   | Goodwood    | Royaume-Uni | Molecomb Stakes                          | 1 000 m     | L. Piggott  | 2e / 8      | 2           | Krakenwake            |
| 13 août      | Sandown     | Royaume-Uni | Rose Stakes                              | 1 000 m     | L. Piggott  | 1er / 4     | 1           | Belafonte             |
| 1959, 3 ans  |             |             |                                          |             |             |             |             |                       |
| 15 avril     | Newmarket   | Royaume-Uni | Free Handicap                            | 1 400 m     | G. Moore    | 1er / 10    | 3           | Chappaqua             |
| 1er mai      | Newmarket   | Royaume-Uni | 1000 Guineas                             | 1 600 m     | D. Smith    | 1er / 14    | 1           | Rosalba               |
| 5 juin       | Epsom       | Royaume-Uni | Oaks                                     | 2 400 m     | L. Piggott  | 1er / 11    | 3           | Cantelo               |
| 29 juillet   | Goodwood    | Royaume-Uni | Sussex Stakes                            | 1 600 m     | L. Piggott  | 1er / 6     | 3/4         | Piping Rock           |
| 18 août      | York        | Royaume-Uni | Yorkshire Oaks                           | 2 400 m     | L. Piggott  | 1er / 3     | 3/4         | Mirnaya               |
| 17 octobre   | Newmarket   | Royaume-Uni | Champion Stakes                          | 2 000 m     | L. Piggott  | 1er / 3     | 1/2         | Barclay               |
| 1960, 4 ans  |             |             |                                          |             |             |             |             |                       |
| 7 mai        | Kempton     | Royaume-Uni | Victor Wild Stakes                       | 2 400 m     | L. Piggott  | 1er / 3     | 3           | Illinois              |
| 2 juin       | Epsom       | Royaume-Uni | Coronation Cup                           | 2 400 m     | L. Piggott  | 1er / 3     | 1 ½         | Parthia               |
| 16 juillet   | Ascot       | Royaume-Uni | King George & Queen Elizabeth Stakes     | 2 400 m     | L. Piggott  | 2e / 8      | 1/2         | Aggressor             |
| 1961, 5 ans  |             |             |                                          |             |             |             |             |                       |
| 22 avril     | Sandown     | Royaume-Uni | Coronation Stakes                        | 2 000 m     | L. Piggott  | 1er / 4     | enc.        | Wordpam               |
| 1er juin     | Epsom       | Royaume-Uni | Coronation Cup                           | 2 400 m     | L. Piggott  | 1er / 5     | enc.        | Vienna                |
| 16 juin      | Ascot       | Royaume-Uni | Rous Memorial Stakes                     | 1 600 m     | L. Piggott  | 1er / 5     | 1           | Right of Way          |
| 4 juillet    | Kempton     | Royaume-Uni | Aly Khan International Memorial Gold Cup | 2 400 m     | L. Piggott  | 2e / 6      | 2           | High Hat              |
| 8 septembre  | Doncaster   | Royaume-Uni | Scarborough Stakes                       | 1 600 m     | L. Piggott  | 1er / 4     | 3/4         | Fulshaw Cross         |
| 23 septembre | Ascot       | Royaume-Uni | Queen Elizabeth II Stakes                | 1 600 m     | L. Piggott  | 2e / 6      | 1/2         | Le Levanstell         |

## Au haras
Petite Étoile eut seulement trois produits comme poulinière, mais aucun ne brilla en piste. Pourtant, elle a perpétué l'héritage de sa quatrième mère Mumtaz Mahal via sa fille Zahra (par Habitat), matrone d'une lignée de poulinières nommées en Z qui allait aboutir, des décennies plus tard, à plusieurs championnes : 
- Zainta (par Kahyasi) : meilleure pouliche de sa génération en 1998, lauréate du Prix Saint-Alary et du Prix de Diane
- Zarkava (par Zamindar) : incomparable championne, cheval de l'année en Europe en 2008, et lauréate invaincue du Prix de l'Arc de Triomphe. Mère de : 
  - Zarkamiya (par Frankel)  3e Prix Vermeille, mère de :
    - Zarigana (par Siyouni) : Poule d'Essai des Pouliches.

## Origines
Petite Étoile est une fille du Britannique Petition, que seul le grand Tudor Minstrel put empêcher d'être sacré meilleur 2 ans des îles Britanniques en 1946, et qui remporta par la suite les Champion Stakes. Bon étalon, il fut sacré tête de liste en 1959 (surtout grâce aux exploits de sa fille la plus célèbre, Petite Étoile). 
Petite Étoile est surtout l'une des plus illustres représentantes d'une lignée hors du commun, la fameuse famille 9-c, celle de la grandissime Mumtaz Mahal, d'où ressortent une multitude de champions tels Abernant ou Nasrullah, l'un des étalons du siècle. 

### Pedigree
| Origines de Petite Étoile (GB), jument grise née en 1956 | Origines de Petite Étoile (GB), jument grise née en 1956 | Origines de Petite Étoile (GB), jument grise née en 1956 | Origines de Petite Étoile (GB), jument grise née en 1956 |
| -------------------------------------------------------- | -------------------------------------------------------- | -------------------------------------------------------- | -------------------------------------------------------- |
| Père Petition 1944                                       | Fair Trial 1932                                          | Fairway                                                  | Phalaris                                                 |
| Père Petition 1944                                       | Fair Trial 1932                                          | Fairway                                                  | Scapa Flow                                               |
| Père Petition 1944                                       | Fair Trial 1932                                          | Lady Juror                                               | Son-in-Law                                               |
| Père Petition 1944                                       | Fair Trial 1932                                          | Lady Juror                                               | Lady Josephine                                           |
| Père Petition 1944                                       | Art Paper 1933                                           | Artists Proof                                            | Gainsborough                                             |
| Père Petition 1944                                       | Art Paper 1933                                           | Artists Proof                                            | Clear Evidence                                           |
| Père Petition 1944                                       | Art Paper 1933                                           | Quire                                                    | Fairy King                                               |
| Père Petition 1944                                       | Art Paper 1933                                           | Quire                                                    | Queen Carbine                                            |
| Mère Star of Iran 1949                                   | Bois Roussel 1935                                        | Vatout                                                   | Prince Chimay                                            |
| Mère Star of Iran 1949                                   | Bois Roussel 1935                                        | Vatout                                                   | Vashti                                                   |
| Mère Star of Iran 1949                                   | Bois Roussel 1935                                        | Plucky Liege                                             | Spearmint                                                |
| Mère Star of Iran 1949                                   | Bois Roussel 1935                                        | Plucky Liege                                             | Concertina                                               |
| Mère Star of Iran 1949                                   | Mah Iran 1939                                            | Bahram                                                   | Blandford                                                |
| Mère Star of Iran 1949                                   | Mah Iran 1939                                            | Bahram                                                   | Friar's Daughter                                         |
| Mère Star of Iran 1949                                   | Mah Iran 1939                                            | Mah Mahal                                                | Gainsborough                                             |
| Mère Star of Iran 1949                                   | Mah Iran 1939                                            | Mah Mahal                                                | Mumtaz Mahal (Famille 9-c)                               |